# Матушкино-Савёлки
Ма́тушкино-Савёлки — бывший район Москвы (ОКАТО 45 272 585), просуществовавший в составе Зеленоградского административного округа с 4 декабря 2002 года, когда он был создан путём объединения районов Матушкино и Савёлки, по 1 января 2010 года, когда прежнее деление было восстановлено.